# 엑스포 스퀘어 파빌리온
엑스포 스퀘어 파빌리온(영어: Expo Square Pavilion)는 미국 오클라호마주 털사에 위치한 실내 경기장이다. 과거 D-리그 털사 식스티식서스의 홈경기장으로 사용했다.